# Смовж Павло Якович
Павло́ Я́кович Смо́вж (* 1951) — заслужений журналіст України, член НСЖУ.

## З життєпису
Народився 1951 року в селі Тетерівське (Іванківський район). 1975 року закінчив факультет журналістики КДУ ім. Т. Г. Шевченка, 1984-го — відділення журналістики ВПШ при ЦК КПУ.
Редактор іванківської газети «Трибуна праці».
Лауреат Всеукраїнської журналістської премії «Золоте перо» (1986).
Нагороджений орденом «За заслуги» ІІІ ступеню (2008), Почесною Грамотою Кабінету Міністрів України, медаллю «Трудова слава» Міжнародного академічного рейтингу «Золота фортуна» (2010), лауреат Всеукраїнської літературно-мистецької премії «Київська книга року» у номінації "Документально-публіцистична література" (2024)
З 2005 року — голова ради редакторів (керівників) ЗМІ Київської області, член Київської обласної організації НСЖУ.
Є автором чотирьох книг про історію Іванківського району та Київського Полісся.